# Melaleuca sylvana
Melaleuca sylvana är en myrtenväxtart som beskrevs av Lyndley Alan Craven och A.J.Ford. Melaleuca sylvana ingår i släktet Melaleuca och familjen myrtenväxter.
Artens utbredningsområde är Queensland. Inga underarter finns listade i Catalogue of Life.